# إنستاباي
إنستاباي (بالإنجليزية: InstaPay) هو نظام دفع مرخص ومعتمد من البنك المركزي المصري لتوفير خدمة المدفوعات اللحظية، طورته شركة بنوك مصر. ويتيح التطبيق الخدمات البنكية المفتوحة داخل مصر، إذ يُسهل الاطلاع على الحسابات البنكية، وتحويل الأموال منها واستقبالها، وإجراء عمليات الدفع باستخدام الهاتف المحمول.
بدأت الخدمة فرض رسوم على المعاملات بحد أدنى 50 قرشًا وحد أقصى 20 جنيهًا للمعاملة الواحدة، وذلك بدءًا من 1 أبريل 2025.

## المميزات
- تحويل الأموال بشكل لحظي.
- ربط وإدارة الحسابات البنكية في مكان واحد.
- استقبال الأموال بطريقتين مختلفتين إما مشاركة عنوان الدفع اللحظي الخاص بك أو رقم هاتفك المحمول مع الدافع، حتى يتمكن من إرسال الأموال إلى حسابك على انستاباي.
- سهولة إرسال الأموال بطريقة أسرع من البنوك التقليدية.
- ميزة التحقق من اسم المستفيد.
- السحب والإيداع سواء من البنوك أو المحافظ الإلكترونية.
- الشراء من الإنترنت.
- دفع الفواتير مثل فواتير الغاز والكهرباء والماء والخدمات الدراسية وغيرها.
- المحافظ الإلكترونية: يجمع المحافظ الإلكترونية مثل محفظة فودافون كاش ومحفظة اورنج ومحفظة اتصالات داخل التطبيق، بحيث يسهل التحكم بها من مكان واحد فقط.
- متعدد اللغات.
- يتيح تعدد الحسابات المصرفية.
- يتيح تحويل الأموال من خلال رقم الهاتف.
- التحقق من كشف الحساب المصرفي.
- التحقق من الرصيد الحالي في أحد الحسابات البنكية المضافة داخل التطبيق.

## وصلات خارجية
- الموقع الرسمي